# Archgoat
Archgoat – fińska grupa blackmetalowa założona w 1989 roku. Zespół tworzy trzech muzyków: wokalista i basista Lord Angelslayer, gitarzysta Ritual Butcherer oraz perkusista Sinister Karppinen. Pierwsze demo Jesus Spawn zostało wydane w 1992 roku. Członkowie zespołu otwarcie identyfikują się z filozofią satanistyczną i okultystyczną, co ma odbicie w tekstach ich utworów.

## Historia
Archgoat został założony w 1989 roku w fińskiej miejscowości Turku. Po trzech latach istnienia zespół wydał swoje pierwsze demo zatytułowane Jesus Spawn. W tym samym roku muzycy podpisali kontrakt z nieistniejącą już, amerykańską wytwórnią Necropolis Records. Po sesjach nagraniowych zespół odmówił wydania materiału z uwagi na brak zgody na warunki zawarte w kontrakcie, uznając je za niekorzystne. Po kolejnym demo wydanym przez grupę, ostatecznie członkowie zespołu doszli do porozumienia z wytwórnią, która wydała minialbum Angelcunt (Tales of Desecration) w 1993 i split Messe des Morts / Angelcunt w 1999 roku. 
W 1993 roku Archgoat zawiesił swoją działalność, udowadniając w ten sposób swoje przekonanie, iż nie należy do "skomercjalizowanej" sceny blackmetalowej. Muzycy powrócili w 2004 roku wydając nagrany w 1993 materiał, w postaci minialbumu zatytułowanego Angelslaying Black Fucking Metal, nakładem wytwórni Hammer of Hate. W tym czasie nastąpiła zmiana składu zespołu – perkusista Blood Desecrator został zastąpiony przez Sinistera Karppinena.
Ostatni pełny album zespołu The Light-Devouring Darkness ukazał się 9 lutego 2009 roku.

## Muzycy
Opracowano na podstawie materiału źródłowego:

### Obecny skład zespołu
- Lord Angelslayer – śpiew, gitara basowa (1989–1993, od 2004)
- Ritual Butcherer – gitara (1989–1993, od 2004)
- Sinister Karppinen – perkusja (od 2005)

### Byli członkowie zespołu
- Blood Desecrator – perkusja (1989–1993)

## Dyskografia
Opracowano na podstawie materiału źródłowego:
Dema
- Jesus Spawn (1991, wydanie własne)
- Penis Perversor (1993, wydanie własne)

Albumy studyjne
- Whore of Bethlehem (2006, Hammer of Hate)
- The Light-Devouring Darkness (2009, Blasphemous Underground Productions)
- The Apocalyptic Triumphator (2015, Debemur Morti Productions)
- The Luciferian Crown (2018, Debemur Morti Productions)

Minialbumy
- Angelcunt (Tales of Desecration) (1993, Necropolis Records)
- Angelslaying Black Fucking Metal (2005, Hammer of Hate)
- Heavenly Vulva (Christ's Last Rites) (2011, Debemur Morti Productions)

Inne
- Messe des Morts / Angelcunt (1999, Necropolis Records, split z Beherit)
- Desecration & Sodomy (2008, Osmose Productions, split z Black Witchery)
- The Aeon of the Angelslaying Darkness (2010, Debemur Morti Productions, kompilacja)